# Stan Cole
Stanley Clark Cole, detto Stan (Dover, 12 ottobre 1945 – Encinitas, 26 luglio 2018), è stato un pallanuotista statunitense, vincitore di una medaglia di bronzo a Monaco 1972.